# موزه استاد بهتونی
موزهٔ استاد بهتونی یکی از موزه‌های شهر تبریز در بازار بزرگ تبریز ضلع شمالی موزه بازار و مشاغل تبریز طبقه منفی۲) قرار گرفته که به عنوان نخستین موزه شخصی کشور یاد می‌شود. در این موزه آثار استاد بهتونی شامل مجسمه‌های: میوه جات، خشکبار، حبوبات، تنقلات، شیرینی‌ها، غذاهای آذربایجانی، غذاهای ایرانی، غذاهای خارجی، موضوعات ضرب‌المثل‌ها، داستان‌ها، موضوعات آداب و رسوم و... است که در موزه استاد بهتونی در معرض دیدی عموم قرار گرفته است.